# محطة قطار مريراس
محطة قطار مريراس هي محطة سكة حديد جزائرية سابقة تقع ببلدية بني أونيف بولاية بشار في الجزائر.

## تاريخ
دشنت محطة قطار مريراس سنة 1905 عند افتتاح القسم الممتد من بني ونيف إلى محطة بن زيراق من خط السكة الحديد الضيق القديم من وهران إلى القنادسة عبر سعيدة . سبقتها محطة بني أونف وتلتها محطة بوعيش القديمة، وكانت تقع عند PK 655,600 من هذا الخط.
تعتبر هذه المحطة من بين المحطات المحصنة في الجزائر التي بناها الجيش الفرنسي بين عامي 1881 و1906 على طول الخط الرابط بين سعيدة وبشار.

## خدمة الركاب
في عام 2023، توقفت خدمة هذه المحطة بواسطة شركة النقل بالسكك الحديدية الوطنية الحالية.
- خط من وادي تليلات إلى بشار
- خط من وهران إلى قنادسة
- قائمة محطات القطارات في الجزائر

### روابط خارجية
- "ش.و.ن.س.ح". الشركة الوطنية للنقل بالسكك الحديدية. مؤرشف من الأصل في 2025-05-05.